# 霍利亞廷卡河
霍利亞廷卡河（烏克蘭語：Голятинка），是烏克蘭的河流，位於該國西部外喀爾巴阡州，屬於里卡河的右支流，發源自诺沃塞利察東北面，流經胡斯特區，河道全長20公里，流域面積91平方公里。